# Agència d'Investigacions de Projectes Avançats de Defensa
L'Agència d'Investigacions de Projectes Avançats de Defensa (en anglès, Defense Advanced Research Projects Agency, DARPA) és una agència creada pel Departament de Defensa dels Estats Units d'Amèrica el 1958. El projecte més conegut desenvolupat per aquesta agència fou ARPANET, precursora de l'actual Internet.

## Història

### 1962
El món va estar al caire d'una guerra nuclear entre la Unió Soviètica i els Estats Units, fet que es va denominar «la Crisi dels míssils de Cuba». A causa d'això, una de les preocupacions de l'exèrcit dels Estats Units eren aconseguir que les comunicacions fossin més segures en cas d'un eventual atac militar amb armes nuclears. Com a solució va entrar en consideració només el procés de dades en forma electrònica. Les mateixes dades s'haurien de disposar en diferents computadors allunyats uns dels altres. Tots els computadors entrellaçats haurien de poder enviar-se en un breu període l'estat actual de les dades noves o modificades i, a més, haurien de poder comunicar-se entre tots de diverses maneres. L'esmentada xarxa també hauria de funcionar si un o més computadors fossin destruïts per un atac de l'enemic.
En Joseph Carl Robnett Licklider va escriure un assaig sobre el concepte de Xarxa Intergalàctica, on tot el món estava interconnectat per accedir a programes i dades des de qualsevol lloc del planeta. L'Octubre d'aquell any, Lickider va ser el primer director de l'ARPA (Advanced Research Projects Agency), o Agència de Projectes d'Investigació Avançada, una organització científica creada el 1958 com a contestació a la posada en òrbita per part dels russos del primer satèl·lit conegut com a Spútnik.

### 1966
L'organització científica ARPA es va decidir a connectar els seus propis ordinadors a la xarxa proposada per Baran, aix torna a prendre la idea de la xarxa descentralitzada. A la darreria de 1969 els primers quatre computadors ja estaven connectats a la xarxa ARPA, i tres anys més tard ja n'eren quaranta. En aquells temps era, tanmateix, la xarxa pròpia d'ARPA. En els anys següents la xarxa va ser anomenada ARPANET (xarxa ARPA), i el seu ús era purament militar.

### 1969
L'organització ARPA juntament amb la companyia Rand Corporation van desenvolupar una xarxa sense nodes centrals basada en commutació de paquets tal com havia proposat Paul Baran. La informació es dividia en paquets i cada paquet contenia la direcció d'origen, la de destinació, el nombre de seqüència i una certa informació. Els paquets en arribar a la destinació s'organitzaven segons el nombre de seqüència i s'ajuntaven per donar lloc a la informació. En viatjar paquets per la xarxa, era més difícil perdre dades, ja que, si un paquet concret no arribava a la destinació o arribava defectuós, el computador que havia de rebre la informació només havia de sol·licitar al computador emissor el paquet que li faltava. El protocol de comunicacions es va anomenar NCP. Aquesta xarxa també va incloure un gran nivell de redundància (repetició) per fer-la més fiable.
ARPANET va connectar els ordinadors centrals via ordinadors de passarel·la petits, o "routers", coneguts com a Interface Message Processors (IMPs). L'1 de setembre de 1969 el primer IMP va arribar a UCLA. Un mes després el segon va ser instal·lat en Stanford. Després en UC Santa Barbara i després en la Universitat de Utah.

### 1973
ARPA canvia el seu nom per DARPA, inicia un programa per investigar tècniques i tecnologies per interconnectar xarxes de tipus diferents i es llancen dues noves xarxes: ALOHAnet, connectant set computadors a quatre illes, i SATNET, una xarxa connectada via satèl·lit, enllaçant dues nacions: Noruega i Anglaterra.
Lawrence Roberts es proposa interconnectar a DARPA amb altres xarxes, PRNET i SATNET, amb diferents interfícies, mides de paquets, retolats, convencions i velocitats de transmissió.

### 1979
ARPA crea la primera comissió de control de la configuració d'Internet. El 1981 s'acaba de definir el protocol TCP/IP (Transfer Control Protocol / Internet Protocol) i ARPANET l'adopta com a estàndard el 1983, substituint NCP. Són les primeres referències a Internet, com "una sèrie de xarxes connectades entre si, específicament aquelles que utilitzen el protocol TCP/IP". Internet és l'abreviatura d'Interconnected Networks, és a dir, Xarxes interconnectades, o xarxa de xarxes.

### 2013
DARPA ha estat finançant el treball d'investigació en la interfície cervell-ordinador des dels anys setanta i ha format part en la investigació de les neurotecnologies innovadores des del 2013. Els senyals elèctriques que circulen pels circuits neuronals causant de sensacions de dolor, plaer, moviments, decisions, etc. poden ser captades per dispositius sensors de mínima dimensió inserits en el cervell i comunicats a ordinadors a fi de controlar, per exemple, una pròtesi o modificar el pensament. La investigació es fa en rates i simis des de 2013.